# Мазепа Іван Ілліч
Іван Ілліч Мазепа (25 травня 1906, село Ярошівка Прилуцького повіту Полтавської губернії, тепер село Українське Талалаївського району Чернігівської області — 12 вересня 1974, місто Київ) — український вчений-зоолог, радянський партійний діяч, 2-й секретар Львівського обкому КП(б)У, міністр кінематографії УРСР. Депутат Верховної Ради УРСР 2—3-го скликань. Член Ревізійної Комісії КПУ в 1952—1954 роках. Кандидат педагогічних наук, виконувач обов'язків професора.

## Біографія
Народився в родині селянина-середняка в селі Ярошівка (за іншими даними — в селі Рябухи) Прилуцького повіту Полтавської губернії. Закінчив у 1923 році семирічну школу, а в 1925 році — Роменську сільськогосподарську профшколу. У 1924 році вступив до комсомолу.
У 1925—1929 роках — студент природничого факультету Полтавського інституту народної освіти.
У 1929—1941 роках — на викладацькій роботі в Полтавському державному педагогічному інституті: старший лаборант кабінету зоології, асистент, у 1932—1933 — керівник агробіологічного відділу, у 1933—1934 — декан біологічного, хімічного та географічного відділів, у 1934—1935 — декан біохімічного факультету, завідувач кафедри зоології, у 1938—1939 — декан природничого факультету, заступник директора інституту з навчальної і наукової роботи.
Член ВКП(б) з 1932 року.
У 1941 році був евакуйований у східні райони РРФСР, працював лектором Тюменського міського комітету ВКП(б), був начальником політвідділу Красногорської машинно-тракторної станції (МТС) Ісетського району Омської області РРФСР.
У 1943 році — лектор ЦК КП(б)У.
У 1943—1944 роках — секретар Полтавського обласного комітету КП(б)У з пропаганди.
У 1944 (затверджений в травні 1945) — квітні 1946 року — секретар Львівського обласного комітету КП(б)У з пропаганди і агітації.
У січні (затверджений в квітні) 1946 — березні 1948 року — 2-й секретар Львівського обласного комітету КП(б)У.
З квітня по листопад 1948 року — завідувач відділу кадрів науки і культури Управління кадрів КП(б)У.
У січні 1949 — 1951 року — заступник голови правління Українського республіканського Товариства для поширення політичних і наукових знань. У 1949 році захистив кандидатську дисертацію на вчений ступінь кандидата педагогічних наук «Куток живої природи в середній школі».
11 січня 1951 — квітні 1953 року — міністр кінематографії Української РСР.
У квітні 1953 — серпні 1955 року — 1-й заступник міністра культури Української РСР. У серпні — грудні 1955 року — заступник міністра культури Української РСР. Звільнений від обов'язків заступника міністра «в зв'язку із хворобою».
Потім працював на викладацькій роботі в Київському державному педагогічному інституті та Київському державному університеті імені Шевченка. У 1956—1965 роках — доцент, а в 1965—1974 роках — в.о. професора кафедри зоології безхребетних Київського державного університету імені Шевченка. Сфера наукових досліджень: вивчення шкідників лісу, особливо п'ядунів. Розробляв ряд питань з методики викладання зоології у вищій та середній школах.
У 1972 — 12 вересня 1974 року — декан біологічного факультету Київського державного університету імені Шевченка.
Помер 12 вересня 1974 року. Похований у Києві на Байковому кладовищі.

## Нагороди
- орден Трудового Червоного Прапора (23.01.1948)
- медалі